# Sheng nu
Sheng nu (chino: 剩女; pinyin: shèngnǚ), traducido como "mujeres sobrantes" o "damas sobrantes", son mujeres que permanecen solteras a partir de los veinte años en China. El término fue popularizado por la Federación de Mujeres de China, que lo utiliza sobre todo en China, pero también se ha empleado coloquialmente para referirse a las mujeres de la India, Norteamérica, Europa y otras partes de Asia. El término compara a las mujeres solteras con los restos de comida y se ha extendido en los medios de comunicación y ha sido objeto de varias series de televisión, artículos en revistas y periódicos y publicaciones de libros, centrados en las connotaciones negativas y la reivindicación positiva del término. Aunque inicialmente fue respaldado y difundido por medios progubernamentales en 2007, el término acabó siendo criticado por periódicos publicados por el Gobierno dos años después. Xu Xiaomin, de The China Daily, describió a las sheng nus como "una fuerza social a tener en cuenta" y otros han defendido que el término debe tomarse como algo positivo para referirse a "mujeres de éxito". El término argot 3S o 3S Women, que significa "soltera, setentera (años setenta) y atascada", también se ha utilizado en lugar de sheng nu.
El término equivalente para los hombres, guang gun 'ramas desnudas' se utiliza para referirse a los hombres que no se casan y, por tanto, no añaden 'ramas' al árbol genealógico. Del mismo modo, también se ha utilizado shengnan (剩男) 'hombres sobrantes'. Los estudiosos han señalado que este término no se utiliza tan comúnmente como el de "mujeres sobrantes" en la sociedad china y que los hombres solteros que alcanzan cierta edad suelen ser etiquetados como "solteros de oro" (黄金单身汉) u "hombres solteros diamante" (钻石王老五).

## Antecedentes

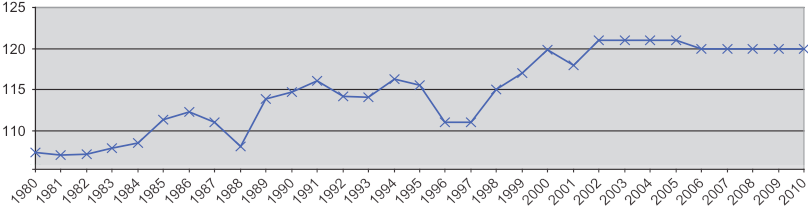
Proporción de sexos al nacer en China continental, varones por cada 100 mujeres, 1980-2010

El matrimonio precoz era una tradición muy arraigada en China. Hasta 2005, sólo el 2% de las mujeres de entre 30 y 34 años eran solteras. En cambio, el 10% de los varones eran solteros. La política china del hijo único (Programa de Planificación Familiar) y los abortos selectivos en función del sexo han provocado un crecimiento desproporcionado del equilibrio de sexos en el país. Desde la introducción de la política del hijo único en 1979, han nacido aproximadamente 20 millones más de hombres que de mujeres, es decir, 120 varones por cada 100 mujeres. Para 2020, se espera que China tenga 24 millones más de hombres que de mujeres. La media mundial es de 103 a 107 varones recién nacidos por cada 100 mujeres.

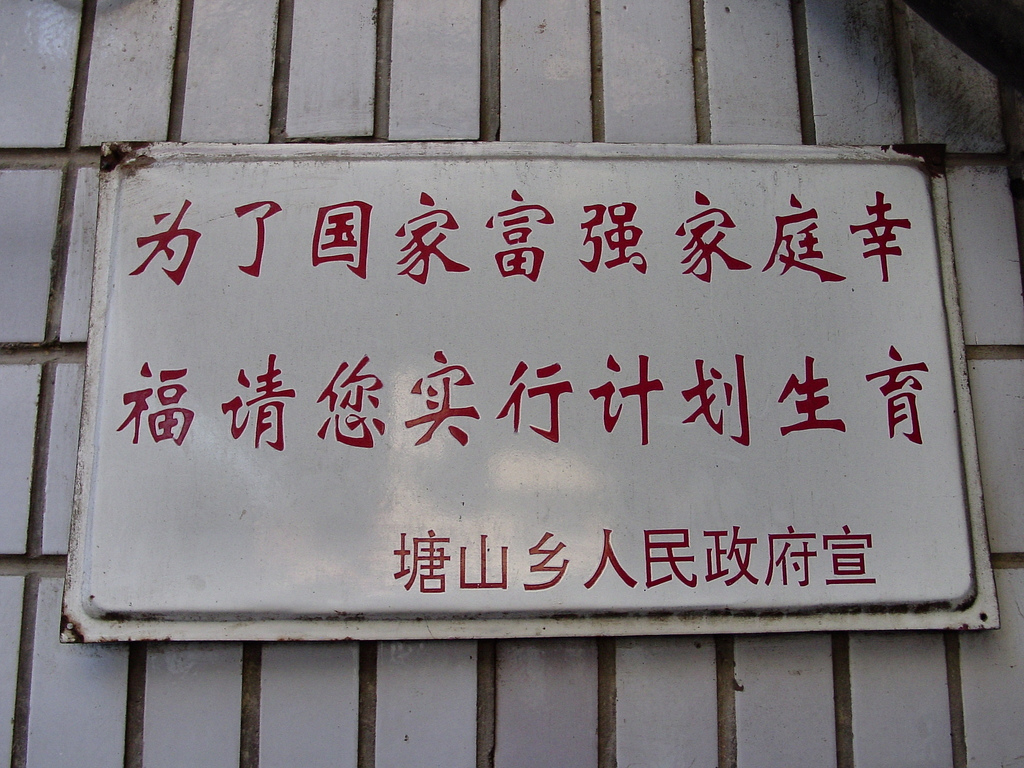
Cartel del gobierno que dice: "Para una nación próspera y poderosa y una familia feliz, utilice la planificación natal."

Según The New York Times, el Consejo de Estado de la República Popular China (Gobierno Popular Central) emitió un "edicto" en 2007 sobre el Programa de Población y Planificación Familiar (política del hijo único) para abordar el urgente desequilibrio de género y lo citó como una importante "amenaza para la estabilidad social". El Consejo citó además la "mejora de la calidad de la población (suzhi)" como uno de sus principales objetivos y designó a la Federación de Mujeres de China, un organismo estatal creado en 1949 para "proteger los derechos e intereses de las mujeres", para que supervisara y resolviera la cuestión.
La etimología exacta del término no se conoce de forma concluyente, pero la mayoría de las fuentes fiables citan que entró en la corriente dominante en 2006. El China Daily informó en 2011 que Xu Wei, redactor jefe de la revista Cosmopolitan Magazine China, acuñó el término. El término, sheng nu, se traduce literalmente como "señoras sobrantes" o "mujeres sobrantes" El periódico China Daily informó además que el término originalmente ganó popularidad en la ciudad de Shanghái y más tarde creció hasta alcanzar prominencia a nivel nacional.En 2007, el Ministerio de Educación de la República Popular China emitió una declaración oficial en la que definía sheng nu como cualquier "mujer soltera de más de 27 años" y lo añadió al léxico nacional. Según varias fuentes, el Gobierno ordenó a la Federación Panchina de Mujeres que publicara una serie de artículos en los que se estigmatizaba a las mujeres solteras de más de 20 años.
En marzo de 2011, la Federación Panchina de Mujeres publicó un polémico artículo titulado "Las mujeres sobrantes no merecen nuestra simpatía", poco después del Día Internacional de la Mujer. Un extracto afirma: "Las chicas guapas no necesitan mucha educación para casarse con una familia rica y poderosa. Pero las chicas con un aspecto mediocre o feo lo tendrán difícil" y »Estas chicas esperan seguir estudiando para aumentar su competitividad. Lo trágico es que no se dan cuenta de que, a medida que envejecen, las mujeres valen cada vez menos. Así que, para cuando obtienen el máster o el doctorado, ya están viejas, como perlas amarillentas" Originalmente, en su página web había al menos 15 artículos relacionados con el tema del sheng nu, que ya han sido retirados, que incluían consejos y sugerencias para encontrar pareja.

## China

### Cultura y estadísticas
La Oficina Nacional de Estadística de la República Popular China (NBS) y las cifras del censo estatal informaron de que aproximadamente 1 de cada 5 mujeres de entre 25 y 29 años permanecen solteras. Por el contrario, la proporción de hombres solteros en ese rango de edad es mucho mayor, situándose en torno a 1 de cada 3.En una Encuesta Nacional sobre el Matrimonio en China de 2010, se informó de que 9 de cada 10 hombres creen que las mujeres deberían casarse antes de los 27 años.El 7,4% de las mujeres chinas de entre 30 y 34 años no estaban casadas, y el porcentaje desciende al 4,6% entre los 35 y los 39 años. En comparación con países vecinos con valores tradicionales similares, China tiene tasas de matrimonio femenino mucho más altas. A pesar de estar catalogado como un grupo demográfico "relativamente raro", la cultura social y las tradiciones de China han puesto el tema en el punto de mira social.
En el contexto de la política del hijo único, el aborto selectivo de género hizo que la población masculina en China superara a la femenina; más del 10% de los hombres mayores de 50 años optarán por no contraer matrimonio en 2044.
Un estudio de parejas casadas en China observó que los hombres tendían a casarse en la parte baja de la escala socioeconómica: "Existe la opinión de que los chicos de calidad A encontrarán mujeres de calidad B, los chicos de calidad B encontrarán mujeres de calidad C y los hombres de calidad C encontrarán mujeres de calidad D", afirma Huang Yuanyuan. "Los que sobran son mujeres de calidad A y hombres de calidad D. Así que si eres una mujer que sobra, eres de calidad A".Yong Cai, demógrafo de la Universidad de Carolina del Norte que estudia el desequilibrio de género en China, señala además que “los hombres de la parte baja de la sociedad quedan fuera del mercado matrimonial, y ese mismo patrón está empezando a surgir para las mujeres de la parte alta de la sociedad”.

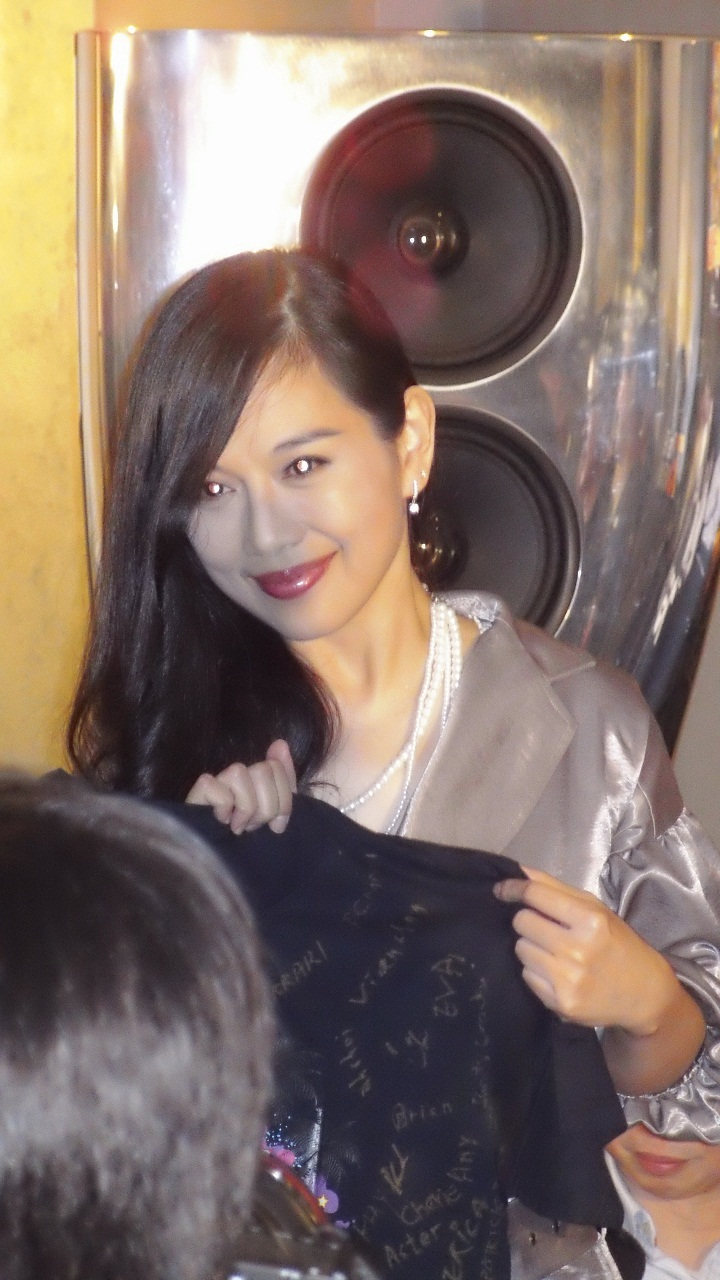
La actriz hongkonesa Adia Chan protagonizó la serie de televisión You Are the One, en la que interpretaba a la mayor de sus hermanas, una mujer de carrera.

China, y muchos otros países asiáticos, comparten una larga historia de visión conservadora y patriarcal del matrimonio y la estructura familiar, que incluye el matrimonio a una edad temprana y la hipergamia. La presión de la sociedad y la familia ha sido fuente de crítica, vergüenza, bochorno social y ansiedad social para muchas mujeres solteras. Chen, otra mujer entrevistada por la BBC, dijo que las sheng nu tienen "miedo de que sus amigos y vecinos me consideren anormal. Y mis padres se sentirían totalmente desprestigiados, cuando todos sus amigos ya tienen nietos". Otras mujeres chinas comparten un sentimiento similar, sobre todo las recién licenciadas. Un reportaje de la CNN citaba una encuesta realizada a 900 licenciadas de 17 universidades chinas, en la que aproximadamente el 70% de las encuestadas afirmaban que "su mayor temor es convertirse en una señora 3S".
En el sistema patriarcal chino, los varones suelen estar sometidos a una gran presión económica. Por ejemplo, en China se suele dar gran importancia a que el varón posea una propiedad y un vehículo. Prueba de ello es una encuesta que reveló que menos del 20% de los padres de hijas no consideran la posesión de una propiedad como condición previa para el matrimonio, lo que puede haber hecho que se culpe a las mujeres. Además, la imagen social de los llamados "Shengnus" se caracteriza por el culto a la moneda, el egocentrismo y el egoísmo. Además, la gente considera que los "Shengnu" ponen el listón muy alto a su futura pareja, pero carecen de las virtudes exigidas como tradición en los viejos tiempos. Algunas mujeres consideran el matrimonio como un trampolín para mejorar su calidad de vida. En uno de los programas televisivos de citas más populares de China, una participante afirmó sin tapujos que "prefiero llorar en un BMW que reír en una bicicleta" cuando un participante masculino en paro le preguntó si estaba dispuesta o no a dar un paseo en bicicleta. Este comentario se hizo viral al instante en las redes sociales chinas y suscitó críticas generalizadas de muchas mujeres solteras.
La creciente popularidad de las mujeres solteras en China se ha atribuido en gran medida a la creciente clase media educada. Las mujeres son más libres y capaces de vivir de forma independiente en comparación con las generaciones anteriores. Forbes informó de que en 2013, "11 de las 20 mujeres más ricas del mundo que se han hecho a sí mismas son chinas". Además, cita que las CEO chinas representan el 19 por ciento de las mujeres en puestos directivos, lo que las convierte en las segundas del mundo después de Tailandia. En 1989, el 15% de las mujeres chinas mantenían relaciones sexuales prematrimoniales, mientras que en 2013 lo hacía el 60-70%. Li, profesor de la Academia China de Ciencias Sociales, afirma que esto demuestra un aumento de los tipos de relaciones entre las nuevas generaciones en China.
El término también ha sido adoptado por algunas feministas con la apertura de clubes sociales "sheng nu". En una entrevista con la editora de moda Sandra Bao realizada por el Pulitzer Center on Crisis Reporting, Bao afirmó que "muchas mujeres solteras modernas en China disfrutan de su independencia y se sienten cómodas esperando al hombre adecuado, incluso a medida que envejecen". Además, explicó: "No queremos hacer concesiones por la edad o la presión social".
Entre 2008 y 2012, la socióloga Sandy To, durante su estancia en la Universidad de Cambridge, llevó a cabo un estudio en China sobre el tema con el método de la teoría fundamentada. La investigación de To se centró en la "elección de pareja matrimonial" por parte de las mujeres profesionales chinas en forma de una tipología de cuatro "estrategias de elección de pareja" diferentes.La principal conclusión del estudio fue que, contrariamente a la creencia popular de que las mujeres solteras y con un alto nivel educativo permanecen solteras, o no quieren asumir los papeles tradicionales en el matrimonio, debido a sus preferencias personales, por el contrario, suelen tener ganas de casarse y su principal obstáculo son las actitudes patriarcales tradicionales. El estudio señalaba también que en otros países asiáticos, como Japón, Singapur, Corea del Sur y Taiwán, donde las mujeres han recibido una educación superior, la edad media de matrimonio entre ellas es mucho mayor. El Diario del Pueblo Chino citó una encuesta de las Naciones Unidas de 2012 según la cual el 74% de las mujeres en el Reino Unido y el 70% de las mujeres en Japón estaban solteras entre los 25 y los 29 años. El Diario de China publicó un artículo que citaba cifras de los Datos Mundiales sobre el Matrimonio de las Naciones Unidas de 2012, según los cuales el 38% de las mujeres en Estados Unidos y más del 50% de las mujeres en Gran Bretaña seguían solteras a los 30 años.

### Medios de comunicación
Los medios de comunicación chinos han capitalizado el tema con programas de televisión, vídeos virales, artículos en periódicos y revistas, y expertos que han criticado duramente a las mujeres por "esperar a un hombre con una casa más grande o un coche más elegante" La comedia de televisión Will You Marry Me and My Family (¿Te casarías conmigo y mi familia?), que se estrenó en CCTV-8, gira en torno al concepto principal del sheng nu mientras una familia busca frenéticamente un posible esposo para la protagonista, que tiene unos 30 años. A esta serie y a You Are the One (MediaCorp Channel 8) se les atribuye la acuñación de términos como "la economía shengnu" y la fascinación y obsesión del público por el tema. If You Are the One (Jiangsu Satellite Television) es un popular concurso chino basado en Taken Out, cuyo auge se atribuye a la "obsesión nacional" por el sheng nu.Entre 2010 y 2013 fue el concurso más visto de China.
Los medios de comunicación siempre intentan poner de relieve la ansiedad que siente la gente por casarse tarde o incluso por no casarse. Ya sea en un reality show o en un drama, la gente tiende a hacer bromas sobre el "Shengnu". Por ejemplo, en un programa de televisión conocido como iApartment, tachan a un personaje femenino con título de Doctor de género neutro, dando a entender que tiene que ser amable con su novio, porque es difícil que una Doctora encuentre novio si rompen entre ellas.
En respuesta a un popular vídeo musical titulado "No Car, No House" (Sin coche, sin casa) sobre solteros chinos de cuello azul, un grupo de mujeres realizó otro vídeo musical titulado "No House, No Car" (Sin casa, sin coche) y lo subió a la red el Día Internacional de la Mujer. El vídeo fue visto más de 1,5 millones de veces durante los dos primeros días en el sitio chino de vídeos Youku.Otros intereses comerciales se han aprovechado de la situación, como el aumento de la popularidad de los "novios de alquiler". El concepto también se ha convertido en una popular serie dramática de televisión titulada Renting a Girlfriend for Home Reunion.
El tema también ha sido objeto de obras literarias. La exitosa novela de la autora hongkonesa Amy Cheung Colibríes vuelan hacia atrás (三个A Cup的女人) describe las ansiedades de tres mujeres solteras a punto de cumplir 30 años.
También hay que señalar que los medios de comunicación chinos en lengua inglesa han cuestionado más a menudo el mito de las "sobrantes" que perpetuarlo. Las representaciones mediáticas de las mujeres sobrantes han mostrado cuatro ideologías distintas, a saber, el edadismo, la heteronormatividad, el patriarcado y el igualitarismo. Del mismo modo, los medios de comunicación occidentales en lengua inglesa han formulado el discurso de la individualización femenina que hace hincapié en la independencia y la autorrealización.

### Longevidad y consecuencias
Los expertos han seguido teorizando sobre la longevidad del término a medida que la Comisión Nacional de Población y Planificación Familiar avanza hacia la eliminación progresiva de la política del hijo único en favor de una "política de planificación familiar adecuada y científica (política del hijo único)", en la que puede aumentarse el límite de hijos.He Feng, en The China Daily, señala que "el fenómeno del sheng nu no se parece en nada al movimiento feminista de Occidente, en el que las mujeres exigían conscientemente la igualdad de derechos en el trabajo y luchaban por su independencia", sino que el cambio ha sido "sutil" y que "quizá décadas después, se considere un símbolo del progreso social de China y un punto de inflexión para el papel de la mujer en su sociedad".
En un artículo del South China Morning Post, se concluye que "con la creciente presión y las menguantes esperanzas de cumplir tanto las ambiciones profesionales como las personales en casa, para mujeres como Xu el impulso de hacer las maletas y marcharse sólo se hace más fuerte con el tiempo". Sin mujeres como ella, el continente se quedará no sólo con una economía más débil, sino con una reserva aún mayor de hombres frustrados".
Las tasas de divorcio en Shanghái y Pekín, los dos centros económicos más poblados de China, no han dejado de aumentar desde 2005, alcanzando el 30 % en 2012. En 2016, las tasas de divorcio aumentaron un 8,3 % desde 2015, hasta los 4,2 millones. Al mismo tiempo, en 2017, las tasas de matrimonio han disminuido desde 2013, hasta el 8. Estos, entre otros factores contribuyentes como las citas en línea y la movilidad ascendente de las personas, se han atribuido a empujar la edad media de matrimonio en China a 27 años, frente a los 20 años en 1950, lo que la acerca a las tendencias mundiales de matrimonio.

## Movimiento Sheng Nu

### Influencia de los medios de comunicación en el movimiento
El Movimiento Sheng Nu utiliza internet y los medios de comunicación como escaparates para eliminar el estigma contra las mujeres sobrantes. SK-II, una marca japonesa de productos para el cuidado de la piel, lanzada a principios de la década de 1980, ha puesto en marcha una campaña mundial llamada #changedestiny, para empoderar a las mujeres afectadas por el prejuicio contra las "mujeres sobrantes". En el vídeo de su campaña, "Marriage Market Takeover", aparecen historias de mujeres que superaron los retos de no estar casadas después de cumplir 27 años. El vídeo incluye entrevistas a mujeres sobrantes. En la entrevista, Wang Xiao Qi describe cómo sus padres la empujaron al matrimonio argumentando que "el matrimonio no espera". Ella los refuta diciendo: "Aunque no tenga una media naranja, puedo vivir maravillosamente" El anuncio se lanzó con la idea de hacerse con el "Mercado del Matrimonio", un lugar donde los padres chinos anuncian esencialmente a sus hijos como potenciales casaderos, enumerando su altura, peso, salario, valores y personalidad.

### Reacción

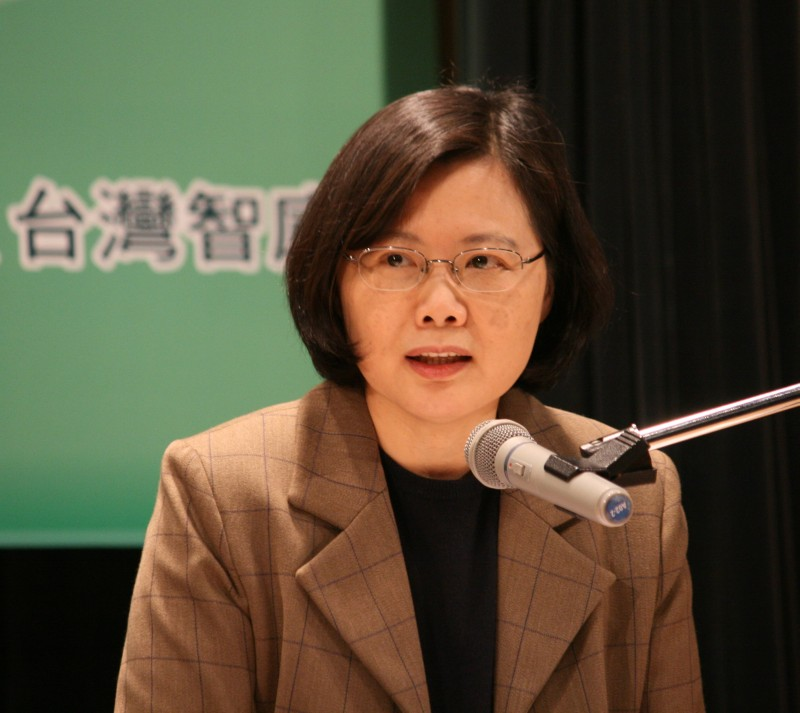
La séptima presidenta de la República de China, Tsai Ing-wen, ganó las elecciones de 2016 en Taiwán mientras era tachada de mujer sobrante.

Figuras poderosas de la China actual han expresado públicamente su irritación ante el creciente movimiento feminista en su sociedad dominada por los hombres. Feng Gang, un destacado sociólogo, publicó en las redes sociales: "La historia ha demostrado que el mundo académico no es el dominio de las mujeres" Xu Youzhe, director general de una de las empresas de videojuegos más populares de China, Duoyi Network, dijo: "Si una mujer tiene menos de dos hijos a lo largo de su vida, no importa lo duro que trabaje, está destinada a ser infeliz". Estos comentarios son algunos de los muchos ejemplos de la condena externa hacia el creciente movimiento feminista en China.
El gobierno chino también ha combatido el creciente movimiento feminista en el país. En el Día Internacional de la Mujer de 2015, las feministas de China fueron detenidas por concienciar públicamente sobre el acoso sexual en el transporte público. Cinco mujeres de Pekín también fueron arrestadas y enviadas a un centro de detención por la Oficina de Seguridad Pública por repartir la pegatina feminista. En 2017, Women's Voices, una cuenta de redes sociales dirigida por las feministas más destacadas de China, fue suspendida sin ninguna explicación específica sobre el motivo.
La primera presidenta de Taiwán, Tsai Ing-Wen, de 59 años en el momento de asumir el cargo, fue criticada por ser una presidenta soltera y la llamada "mujer sobrante". El periódico estatal chino Xinhua avergonzó a Tsai Ing-Wen comentando: "Como mujer política soltera, carece del arrastre emocional del amor, de la atracción del “hogar” y no tiene hijos que cuidar".
Las mujeres chinas han tomado la iniciativa de formar clubes sociales en los que se apoyan mutuamente para superar las presiones del matrimonio y la maternidad. Un artículo de The Atlantic afirma que estos grupos sociales cuentan con más de 1.000 miembros. Sandra Bao es cofundadora y editora de una revista de moda que formó un grupo social conocido como "Leftover Attitude" en Shanghái como forma de apoyar a las mujeres profesionales solteras. Ella afirma: "Los padres nos presionan, los medios de comunicación nos etiquetan, hay toda una industria de casamenteros y demás por ahí diciéndonos que es un problema ser soltera".
Recientemente, las feministas chinas han cambiado el significado original de "mujeres sobrantes" (剩女) por el de "mujeres victoriosas" (胜女), pero mantienen la pronunciación de "Shengnu". Con ello se pretende resaltar la independencia de las mujeres solteras. De hecho, a diferencia de la imagen social impuesta a "Shengnu", la mayoría de las solteras que viven en zonas urbanas no valoran la riqueza como único criterio a la hora de buscar a su otra mitad, aunque no la ignoran por completo.

### Sexismo en China
El sexismo ocupa un lugar destacado en la población activa de China, donde se espera que las mujeres cumplan las numerosas normas sociales del país o no se les da ninguna oportunidad en función de su género. En sectores en los que predominan los hombres, como la tecnología y la construcción, uno de los requisitos para acceder al puesto de trabajo puede ser que el solicitante sea un varón. Según el South China Morning Post, la discriminación de género está profundamente arraigada en la sociedad china, dominada durante siglos por el confucianismo, que considera a la mujer inferior al hombre. La discriminación de género también se da en el empleo, donde las mujeres tienen que cumplir ciertas características físicas para ser contratadas. El sexismo existe en el sistema laboral chino. Brian Stauffer, de Human Rights Watch, describe: "La cosificación sexual de la mujer -tratarla como un mero objeto de deseo sexual- es frecuente en los anuncios de empleo chinos. Algunas ofertas de empleo exigen que las mujeres tengan ciertos atributos físicos -con respecto a la altura, el peso, la voz o el aspecto facial- que son completamente irrelevantes para la ejecución de las tareas laborales" Se han emprendido acciones legales contra el sexismo en el ámbito laboral en China. En 2014, a una mujer llamada Cao Ju se le denegó un puesto de trabajo en la empresa de clases particulares Juren de Pekín por el hecho de ser mujer. La empresa llegó a un acuerdo por 30.000 yuanes en lo que se conoce como "la primera demanda por discriminación de género en China". Cao justificó sus acciones afirmando que " creo que mientras la persona sea capaz de hacer el trabajo que requiere el puesto, el género es irrelevante". El patriarcado tradicional y el igualitarismo moderno conforman la feminidad china dentro del contexto sociocultural chino.

## En otras culturas

### En Estados Unidos
Se han hecho comparaciones con una portada y un artículo de Newsweek de 1986 en los que se afirmaba que "las mujeres que no estaban casadas a los 40 años tenían más posibilidades de ser asesinadas por un terrorista que de encontrar marido" Newsweek acabó disculpándose por el artículo y en 2010 lanzó un estudio en el que se descubría que 2 de cada 3 mujeres que tenían 40 años y estaban solteras en 1986 se habían casado desde entonces. El artículo causó una "oleada de ansiedad" y cierto "escepticismo" entre las mujeres profesionales y con estudios superiores de Estados Unidos.El artículo se citó varias veces en la película de Hollywood de 1993 Sleepless in Seattle, protagonizada por Tom Hanks y Meg Ryan. El periódico chino People's Daily señaló un estudio de las Naciones Unidas, mencionado anteriormente, según el cual en Estados Unidos en 2012 casi la mitad de las mujeres de entre 25 y 29 años eran solteras.
El término soltera se utiliza para describir a cualquier mujer soltera que sigue sin estar casada. La popular serie de telerrealidad estadounidense The Bachelorette se dedica a emparejar a mujeres de negocios de éxito que rondan los veinte años con otros solteros elegibles.
La exteniente de alcalde de Los Ángeles Joy Chen, chino-estadounidense, escribió un libro titulado No te cases antes de los 30 (2012). El libro de Chen, un superventas de la cultura pop, fue encargado y publicado por el gobierno chino como un libro de autoayuda para las mujeres solteras.En una entrevista anterior con The China Daily, se la citó diciendo: "No debemos limitarnos a intentar encontrar un “señor adecuado ahora”, sino un “señor adecuado para siempre” Ese mismo año, Chen fue nombrada "Mujer del Año" por la Federación de Mujeres de China.

### Otros países

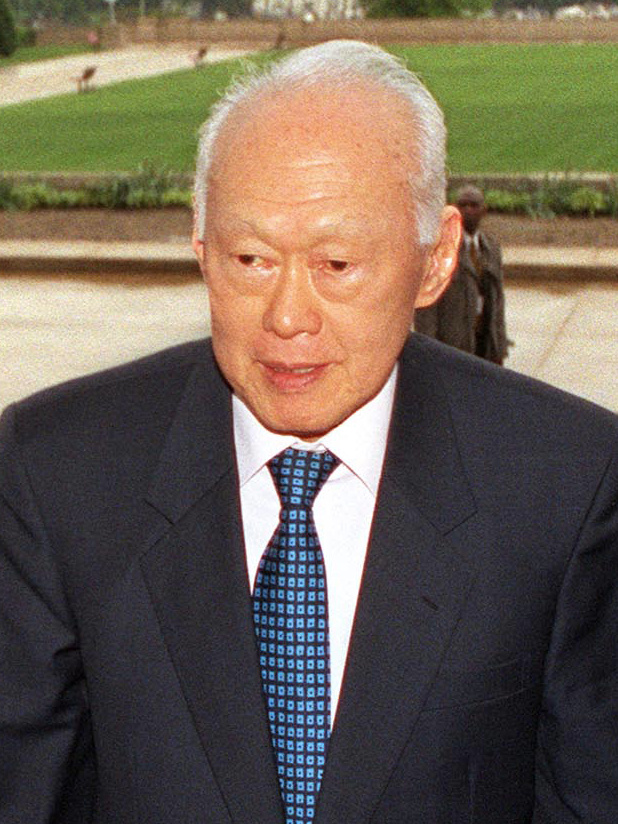
El ex primer ministro de Singapur, Lee Kuan Yew, de visita en Estados Unidos en 2002.

En 1983, el entonces primer ministro de Singapur, Lee Kuan Yew, desencadenó el "Gran Debate Matrimonial" al animar a los hombres de Singapur a elegir como esposas a mujeres con un alto nivel de estudios. Le preocupaba que un gran número de mujeres licenciadas no estuvieran casadas. No obstante, se creó una agencia de emparejamiento, la Unidad de Desarrollo Social (SDU), para promover la socialización entre hombres y mujeres licenciados. En el Plan de Madres Licenciadas, Lee también introdujo incentivos, como desgravaciones fiscales, escolarización y prioridades de vivienda para las madres licenciadas que tuvieran tres o cuatro hijos, invirtiendo la exitosa campaña de planificación familiar "Stop-at-Two" de los años sesenta y setenta. A finales de la década de 1990, la tasa de natalidad había descendido tanto que Goh Chok Tong, sucesor de Lee, amplió estos incentivos a todas las mujeres casadas, y dio aún más incentivos, como el plan de "primas por bebé". Lee reafirmó su controvertida postura en sus memorias personales, Del Tercer Mundo al Primero, "muchas mujeres singapurenses bien educadas no se casaban ni tenían hijos".
El estudio de la ONU de 2012 citado por el People's Daily chino informaba de que en Gran Bretaña el 74% y en Japón el 70% de todas las mujeres de entre 25 y 29 años eran solteras. Un artículo similar del People's Daily se centraba en la recepción del concepto de sheng nu por parte de los internautas fuera de China, sobre todo en Asia, concretamente en Corea, Japón e India. Un internauta japonés señaló que, en la década de 1980, el término "pasteles de Navidad" se utilizaba habitualmente para referirse a las mujeres solteras que superaban la media nacional de edad de las casadas. La referencia real a los pasteles de Navidad es el dicho "quién quiere pasteles de Navidad después del 25 de diciembre".Desde entonces, un término más nuevo ha suplantado a éste, refiriéndose a las mujeres solteras como "mercancías no vendidas" (urenokori, 売れ残り) Otro colaborador escribió que, de forma similar, en la India se está produciendo "una clase de mujeres de más de 27 años, altamente educadas e independientes, que eligen vivir una vida más liberada y poner su talento/habilidades al servicio de la sociedad". "La gente debe tomar sus propias decisiones y simplemente rechazar las etiquetas de los demás y ser feliz", explicó,Por otra parte, en Japón, el término "hombre herbívoro" se utiliza para describir a los hombres que no tienen interés en casarse o encontrar novia.
El China Daily publicó en su columna de opinión la pregunta: "¿Son las “mujeres sobrantes” un fenómeno exclusivo de China?" Los lectores citaron sus propias experiencias afirmando de forma generalizada que ellos también sentían presiones sociales y familiares a los 30 y 40 años para casarse.Yong Cai, que estudia el desequilibrio de género en China en la Universidad de Carolina del Norte, declaró: "El fenómeno “sheng nu” es similar a las tendencias que ya hemos visto en todo el mundo, en países que van desde Estados Unidos a Japón, a medida que la educación superior y el aumento del empleo dan más autonomía a las mujeres". Cai cita estudios que muestran que las mujeres rompen ahora la tradición del "matrimonio obligatorio" para tener menos hijos o casarse más tarde.
Otros términos tipológicamente similares que se siguen utilizando en el léxico moderno de otros países y culturas muestran que el concepto ha existido en algunos casos ya en el siglo XVI. El término solterona se utilizaba para describir a las mujeres solteras o no casadas en edad de contraer matrimonio. No fue hasta 2004 cuando la Ley de Uniones Civiles sustituyó la palabra solterona por "soltera" en el apartado de historia sentimental de los certificados de matrimonio en el Reino Unido. Posteriormente, en plena Revolución Industrial, se utilizó el término surplus women para describir el exceso de mujeres solteras en Gran Bretaña. En el juego de cartas "solterona", la gente compite para evitar ser etiquetada como una "solterona" ...., es decir, una mujer sobrante. Tiene sus raíces en el mundo medieval.
Catherinette era una etiqueta tradicional francesa para las mujeres de 25 años o más que seguían solteras en la festividad de Santa Catalina de Alejandría, el 25 de noviembre. El modismo francés "peinar a Santa Catalina", que significa "seguir siendo una solterona", también está asociado a esta tradición.
En Rusia, el matrimonio es una parte sustancial de la cultura nacional, siendo los 30 años la edad a la que una mujer es considerada una "solterona".